# Polisen i Kanada

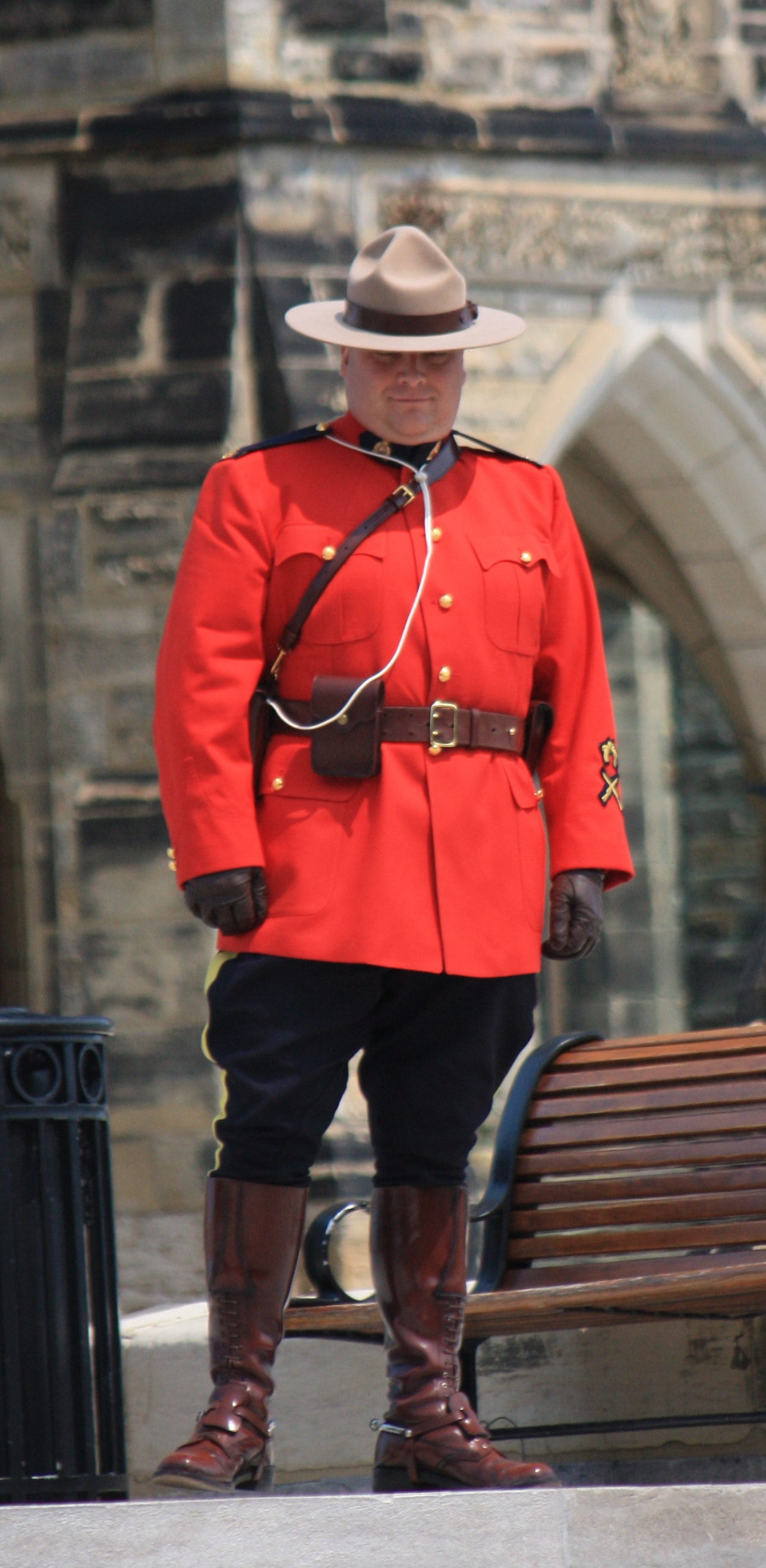
Federal polis i paraduniform.

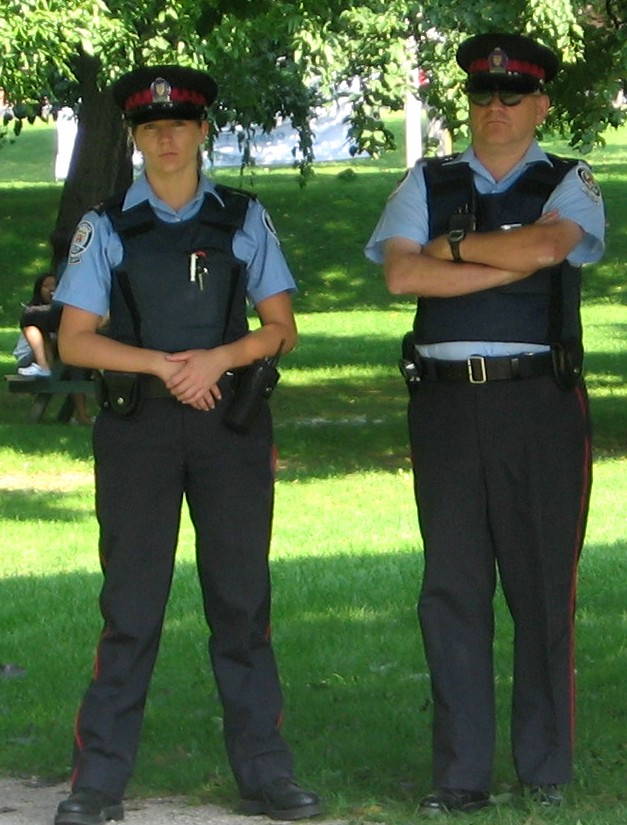
Två poliser tillhörande Toronto Police Service.

Polisen i Kanada är i princip organiserad på tre nivåer: federal polis, provinspolis och lokal polis. Då den federala polisen genom avtal övertagit ansvaret för såväl provinspolis som lokal polis i stora delar av landet, har Kanada en ovanligt enhetlig polisorganisation för en förbundsstat. Det är bara i Ontario och Québec som det finns ett fullt utbyggt system med provinspolis och lokal polis.

## Federal polis
- Royal Canadian Mounted Police - Gendarmerie royal du Canada (RCMP-GRC).

## Provinspolis
- RCMP-GRC är kontraktspolis i alla provinser utom i Ontario, Québec och delar av Newfoundland.
- Ontario Provincial Police - Police provinciale de l'Ontario (OPP-PPO)
- Sûreté du Québec (SQ)
- Royal Newfoundland Constabulary (RNC)

## Lokal polis
RCMP och provinspolisen kan vara lokala kontraktspolis, men det kan också finnas egna lokala (kommunala eller regionala) poliskårer, till exempel York Regional Police Service. Det är framförallt vanligt i Ontario och Québec.

## Övrig polis
Indianreservaten har ofta sin egen polis, som kan vara kontraktspolis eller en egen poliskår, till exempel Anishinabek Police Service. Det finns också järnvägspolis, Canadian Pacific Railway Police och Canadian National Railway Police. 